# Sụp đổ xã hội

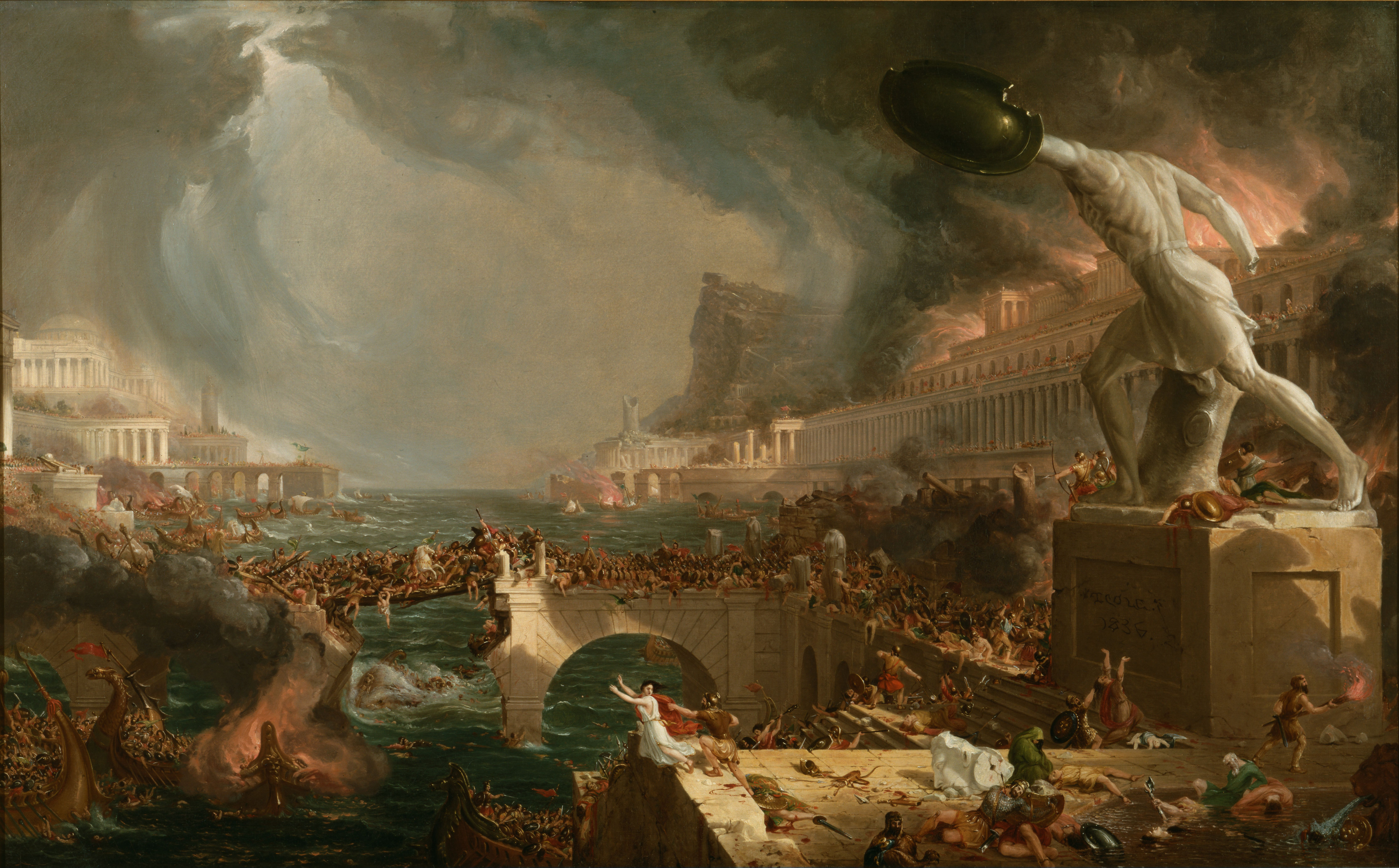
Sự hủy diệt của Đế chế, bởi Thomas Cole (1836).

Sự sụp đổ xã hội (còn được gọi là sụp đổ văn minh) là sự sụp đổ của một xã hội loài người phức tạp. Các nguyên nhân có thể gây ra sự sụp đổ xã hội bao gồm thảm họa tự nhiên, chiến tranh, sâu bệnh và suy thoái. Một xã hội sụp đổ có thể trở lại trạng thái nguyên thủy hơn, bị hấp thụ vào một xã hội khác hoặc hoàn toàn chấm dứt sự tồn tại. Nhiều mô hình và lý thuyết giải thích sự sụp đổ xã hội đã được đề xuất, liên quan đến những lý do như tác động môi trường, cạn kiệt tài nguyên, mất sáng tạo, bất bình đẳng gia tăng, phức tạp không bền vững và suy giảm sự gắn kết xã hội là những yếu tố góp phần vào sự suy tàn và sụp đổ của một xã hội. Một sự tan rã của xã hội như vậy có thể tương đối đột ngột, như trong trường hợp nền văn minh Maya, hoặc diễn ra từ từ theo thời gian, như trong trường hợp sụp đổ của Đế chế La Mã phương Tây.
Chủ đề của sự sụp đổ xã hội là mối quan tâm trong các lĩnh vực như lịch sử, nhân chủng học, xã hội học, khoa học chính trị, và gần đây hơn, cliodynamics và khoa học hệ thống phức tạp.